# Osemwende
Osemwende, de son nom de naissance Eradia-uwa, né vers 1780 et mort en 1848, est le trente-troisième oba du Bénin qui règne de 1816 à 1848. Il est le fils d'Oba Obanosa et le frère d'Ogbebo. Il combat son frère dans une guerre civile afin de revendiquer le trône. Il rétablit la paix et la stabilité dans le royaume après une période mouvementée de crise de succession et élargit et consolide son empire grâce à des conquêtes militaires et des alliances diplomatiques. Il favorise le commerce avec les nations étrangères, en particulier les Portugais, ainsi que l'art et l'enseignement parmi son peuple. Il est vénéré comme un dirigeant sage et bienveillant grâce à qui le royaume est prospère.

## Contexte
Le royaume du Bénin est un État africain précolonial situé dans ce que l'on appelle aujourd'hui la région sud du Nigeria. Fondé par le peuple Edo, le royaume fonctionne sous un système monarchique, avec l'Oba du Bénin comme dirigeant suprême. L'Oba détient une autorité politique et spirituelle importante sur la population, agissant également en tant que gardien de la culture et du patrimoine Edo. Durant cette période, diverses formes d'art, notamment le bronze, l'ivoire, le bois, le corail, le laiton, l'argile, le cuir et le tissu, sont exploités pour valoriser l'art béninois.
L'apogée de la puissance et de l'influence du royaume survient pendant le règne d'Oba Ewuare le Grand (1440-1473). Après une période de crise, l'influence des Obas recouvre un niveau similaire notamment sous Obanosa (1804-1816). 
Le pays traverse régulièrement des conflits de succession, des guerres civiles, des rébellions, des invasions, des épidémies et des famines. Une crise de succession notable s'est produite en 1816 à la suite du décès d'Oba Obanosa, qui meurt sans avoir désigné de successeur. Cette absence de plans de succession clairs déclenche une lutte de pouvoir entre ses deux fils, Ogbebo et Eredia-uwa, qui revendiquent chacun le trône.

## Biographie

### Jeunesse

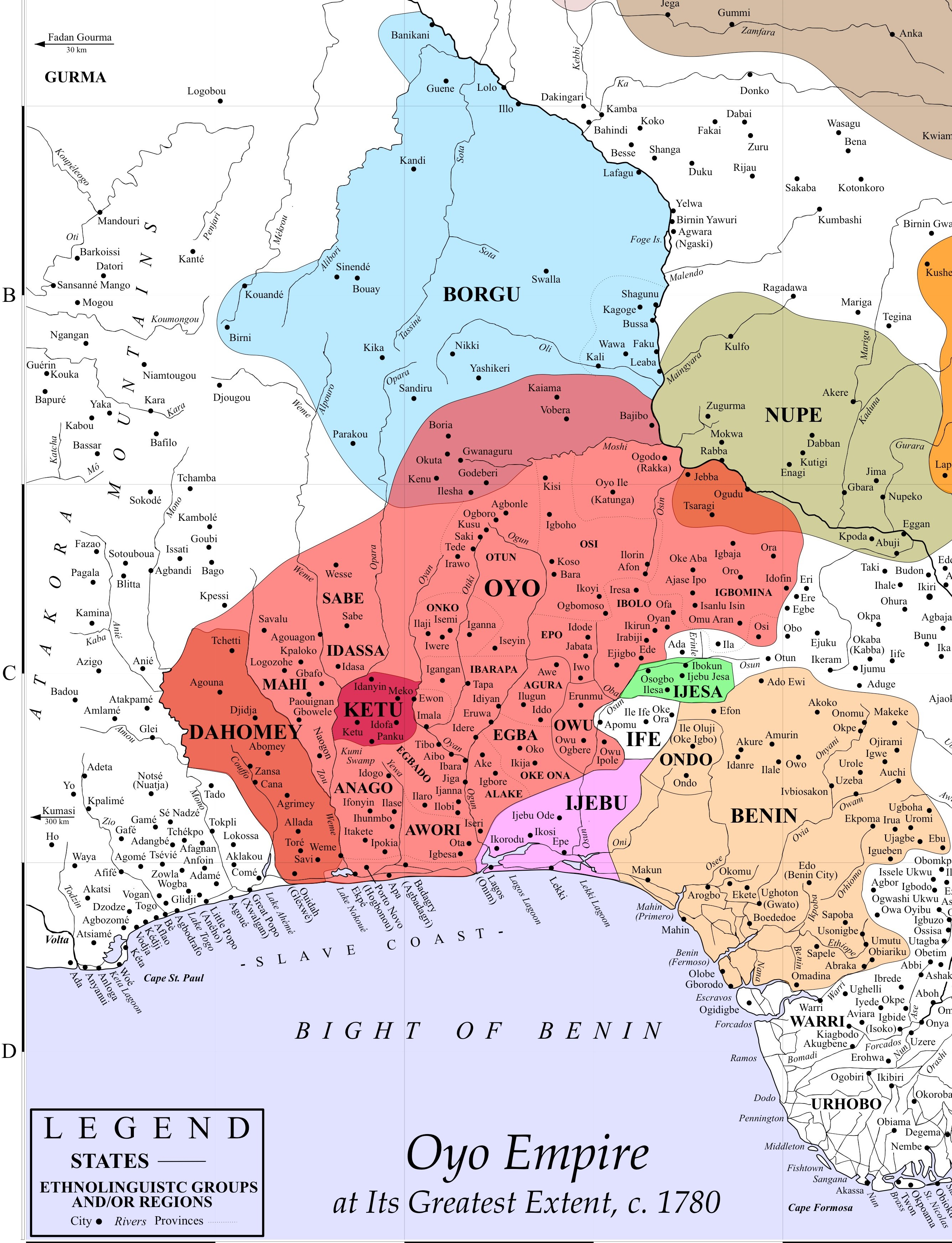
Carte des différents royaumes et chefferies en 1780.

Osemwende naît vers 1780 sous le nom d'Eredia-uwa. Il est le fils d'Oba Obanosa et de sa femme. Son frère cadet se nomme Ogbebo,. Bien que certains récits attribuent des traits de personnalité à leurs noms, Eredia-uwa étant décrit comme doux, gentil, généreux et épris de paix, et Ogbebo étant qualifié de violent, cruel, avide et guerrier, ces descriptions restent spéculatives.
Ayant grandi au sein du palais royal de Benin City, le prince Eredia-uwa reçoit une éducation couvrant divers domaines de connaissances et de compétences. Ses études portent sur l'histoire et la culture de son peuple, les coutumes et traditions associées à son futur rôle, ainsi que la maîtrise de la lecture et de l'écriture de la langue Edo, avec une certaine familiarité avec le portugais en raison des interactions diplomatiques et commerciales du Royaume du Bénin. De plus, il acquiert des compétences martiales, notamment l'équitation, le tir à l'arc, l'escrime et le leadership militaire, car l'Oba est censé posséder des prouesses martiales.
L'éducation du prince Eredia-uwa l'expose aux riches dimensions artistiques et religieuses de son royaume. Il admire l'art de cour et d'apparat ornant le palais et la ville, telles que des sculptures en bronze, des plaques, des masques et des statues représentant Obas, des ancêtres, des chefs, des guerriers, des dieux, etc. De plus, il participe activement à divers rituels et cérémonies honorant l'Oba, les ancêtres, les divinités et les esprits. Il a un profond respect pour les prêtres et les devins qui servent d'intermédiaires entre les royaumes mortel et divin. De plus, il participe aux festivals et célébrations marquant les saisons et les événements importants dans son royaume,.
Le prince Eredia-uwa jouit de l'amour et du respect généralisés de la part de sa famille, de ses amis, de ses sujets et de ses alliés, car il est considéré comme un candidat prometteur pour la future royauté du Bénin. Cependant, il est confronté à la rivalité de son jeune frère, Ogbebo, qui nourrit également des aspirations à monter sur le trône.

### Guerre civile
Au décès de son père, en 1816, un conflit de succession éclate en l'absence d'héritier désigné. Ses deux fils affirment chacun un droit au trône sur base de la primogéniture, se désignant chacun aîné de l'autre. Le prince Ogbebo soutient que son ancienneté correspond à l'ordre de naissance tandis qu'Eredia-uwa revendique le droit de succession en tant que premier-né,.
Le différend entre le prince Ogbebo et le prince Eredia-uwa dégénère en un violent conflit impliquant non seulement les deux frères mais aussi leurs partisans au sein du royaume. Le prince Ogbebo obtient le soutien de sa mère et de certains chefs influents, qui le privilégient pour ses capacités et ses ambitions militaires. Eredia-Uwa reçoit quant à lui des soutiens pour sa sagesse et sa bienveillance. Il obtient également le soutien de dirigeants vassaux du royaume,.
Ogbebo parvient tout d'abord à prendre le pouvoir et à se proclamer oba, mais le conflit dégénère en guerre civile et dure huit mois durant lesquels il rencontre l'opposition d'Eredia-uwa et ses alliés. La bataille décisive se déroule à Uzebu et les forces d'Eredia-uwa triomphent. Ogbebo est capturé et est exécuté par le général du prince Eredia-uwa, Ezomo Erebo,.

### Couronnement
Après sa victoire dans le conflit civil, le prince Eredia-uwa accède au trône du Bénin en 1816, adoptant le titre royal d'Oba Osemwende, signifiant « le roi qui apporte de bonnes nouvelles ». Son couronnement marque le rétablissement de la paix et de la stabilité après une crise de succession turbulente.
Il adhère à la tradition et aux coutumes en envoyant une Craie de Bonne Nouvelle aux vassaux et tributaires du royaume. Cette craie sert de proclamation officielle de son règne, symbolisant le début de son règne. Il reconnait la loyauté des dirigeants vassaux qui l'ont soutenu dans son conflit contre oba Ogbebo. En règle générale, la craie est accompagnée d'offrandes de cauris, de perles de corail, de tiges de laiton et d'autres objets de valeur.
Le couronnement d'Oba Osemwende est célébré parmi ses sujets comme une bénédiction divine accordée par Dieu (Osanobua) et leurs ancêtres (Ebo). Il est considéré comme un dirigeant sage et bienveillant, reconnu pour avoir apporté de bonnes nouvelles, de réconfort et de joie dans son royaume. Sa bravoure et ses prouesses militaires sont également reconnues, puisqu'il défend son royaume contre les adversaires et les insurrections. Il reçoit divers titres honorifiques, dont oba n'Edo (le roi du Bénin), oba n'Okun (le roi de la mer), oba n'Osa (le roi du ciel), oba n'Ogbe (le roi de la terre), entre autres.

### Expansion et consolidation
Le règne d'Oba Osemwende est témoin de l'expansion et de la consolidation de son empire à travers des conquêtes militaires et des engagements diplomatiques. Il mène une politique visant à soumettre les royaumes et territoires voisins qui s'opposent à son autorité, tout en préservant des relations avec ses alliés.
Parmi les conquêtes notables d'Oba Osemwende figure celle d'Udo, une ville de l'Esanland restée fidèle à oba Ogbebo. Les habitants d'Udo affirment leur droit de choisir leur dirigeant de manière indépendante et contestent l'autorité d'Oba Osemwende, le qualifiant d'usurpateur et d'oppresseur.
En réponse, oba Osemwende envoie une armée importante, commandée par son général et conseiller de confiance, Ezomo Erebo, pour réprimer la résistance d'Udo et la réintégrer dans son domaine. 
Cette première victoire consolide l'autorité d'Osemwende et dissuade d'autres rebelles potentiels. Il étend son contrôle sur l'Esanlan et d'autres régions en nommant des chefs et des administrateurs pour les superviser. Simultanément, il renforce les relations diplomatiques et militaires avec des royaumes amis tels que Oyo, Ife, Nupe et Jukun,.
Une autre conquête importante est celle d'Akure, une ville yoruba restée hostile envers le royaume pendant une période prolongée. Le peuple d'Akure prétend descendre d'Oranmiyan, le fondateur de la dynastie des oba, et affirme sa prétention supérieure au trône. Ils nourrissent également des griefs contre la domination et l'ingérence du Bénin.
En réponse, oba Osemwende lance une campagne militaire pour soumettre Akure en 1818. Il confie cette tâche à l'Iyase Erebo, un autre général. Le conflit aboutit à la victoire et la conquête d'Akure ainsi que la destruction de la ville. Le chef d'Akure, Deji Aládémọ̀mí, est capturé puis exécuté.
Cette victoire améliore sa position auprès des yoruba, mais consolide également son autorité dans toute la région environnante, autrefois hostile au royaume. Il nomme à nouveau des chefs et administrateurs loyaux pour garantir la coopération et consolide ses relations avec les Ijebu et Egba,.
L'expansion dépasse ses conquêtes et s'étend à plusieurs autres régions : Ekiti, Igbomina, Kwara, Kogi et Edo North,. Il renforce les frontières du Bénin contre les menaces extérieures, notamment les Peuls, le Royaume du Dahomey et la Grande-Bretagne, en construisant des forts, des murs, des douves, des routes, des ponts et en facilitant la circulation sur les routes commerciales, les marchés et les ports pour améliorer le commerce et la communication à travers ses domaines.

### Commerce

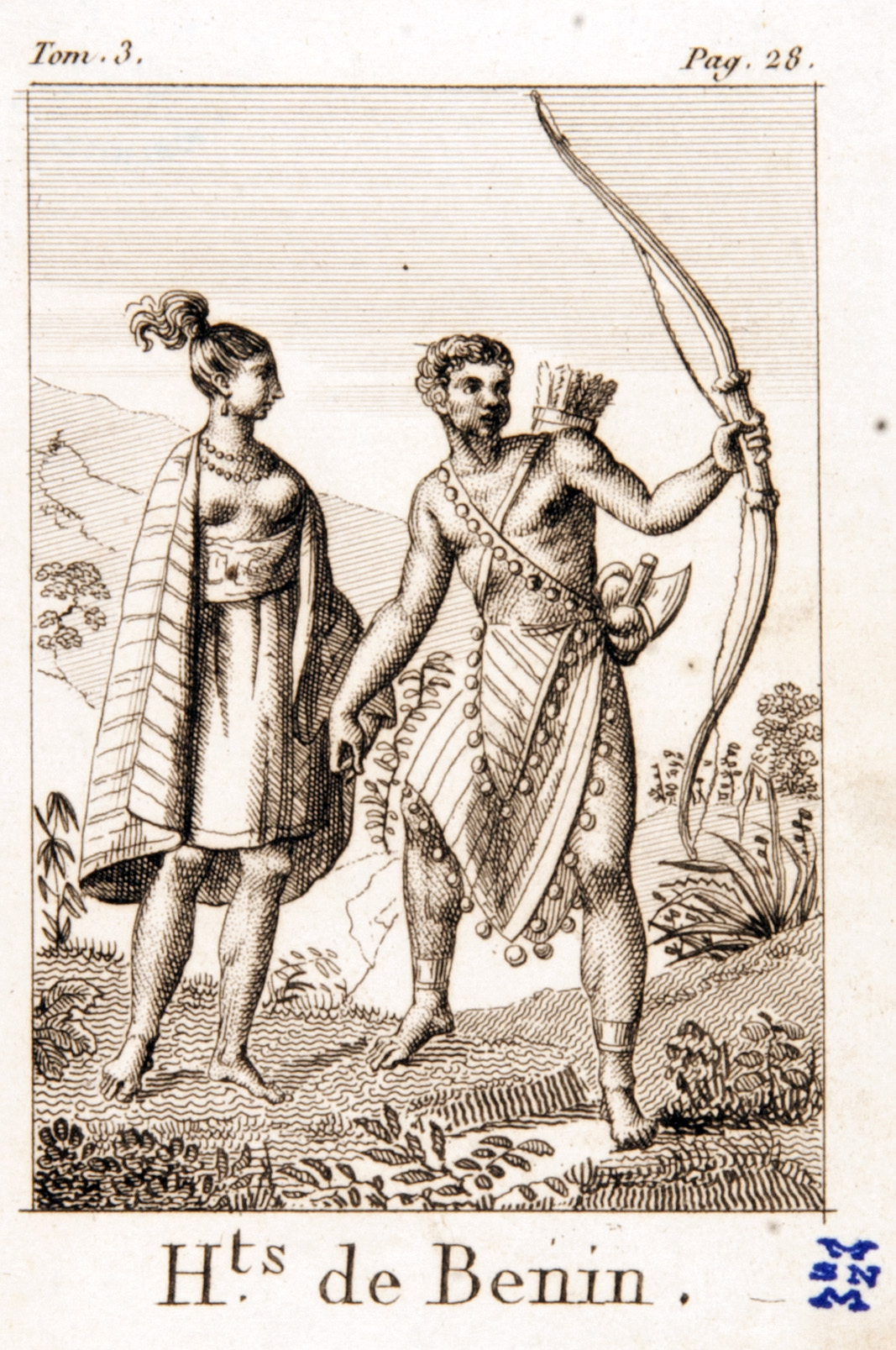
Croquis du XIXe siècle représentant des béninois.

Durant son règne, il renforce le commerce avec les nations étrangères, notamment les Portugais. Il noue des liens diplomatiques et économiques afin de faciliter les échanges de biens tels que l'ivoire, le poivre, les tissus, les objets métalliques, les armes à feu et les esclaves, contre des produits européens tels que des perles de corail, des tiges de laiton, des cauris, des textiles, du vin, du tabac, des miroirs et plus.
Il reconnait l'importance du commerce avec les Portugais et le considère comme une source de richesse, de pouvoir et d'échange culturel. Le commerce est également un moyen d'établir des relations diplomatiques avec d'autres pays, notamment l'Espagne, la France et la Grande-Bretagne, qui manifestent de l'intérêt pour les produits du Bénin.
Pour faciliter ce commerce, il se familiarise avec le portugais et incorpore des interprètes et conseillers portugais dans sa cour. Les visiteurs et émissaires portugais, dont Duarte Pacheco Pereira, João de Barros et Rui de Pina, documentent leurs expériences et observations du Bénin. À l'inverse, le Bénin envoya des ambassadeurs et des commerçants au Portugal et dans d'autres pays européens, le fils d'Oba Esigie, Dom Domingos, visitant Lisbonne en 1520.
Il fait tout de même face à des périodes de tension avec les Portugais lors des négociations commerciales. Il protège les intérêts et la souveraineté du royaume de l'influence des puissances étrangères et maintient les croyances et pratiques traditionnelles édo,.

### Art et éducation

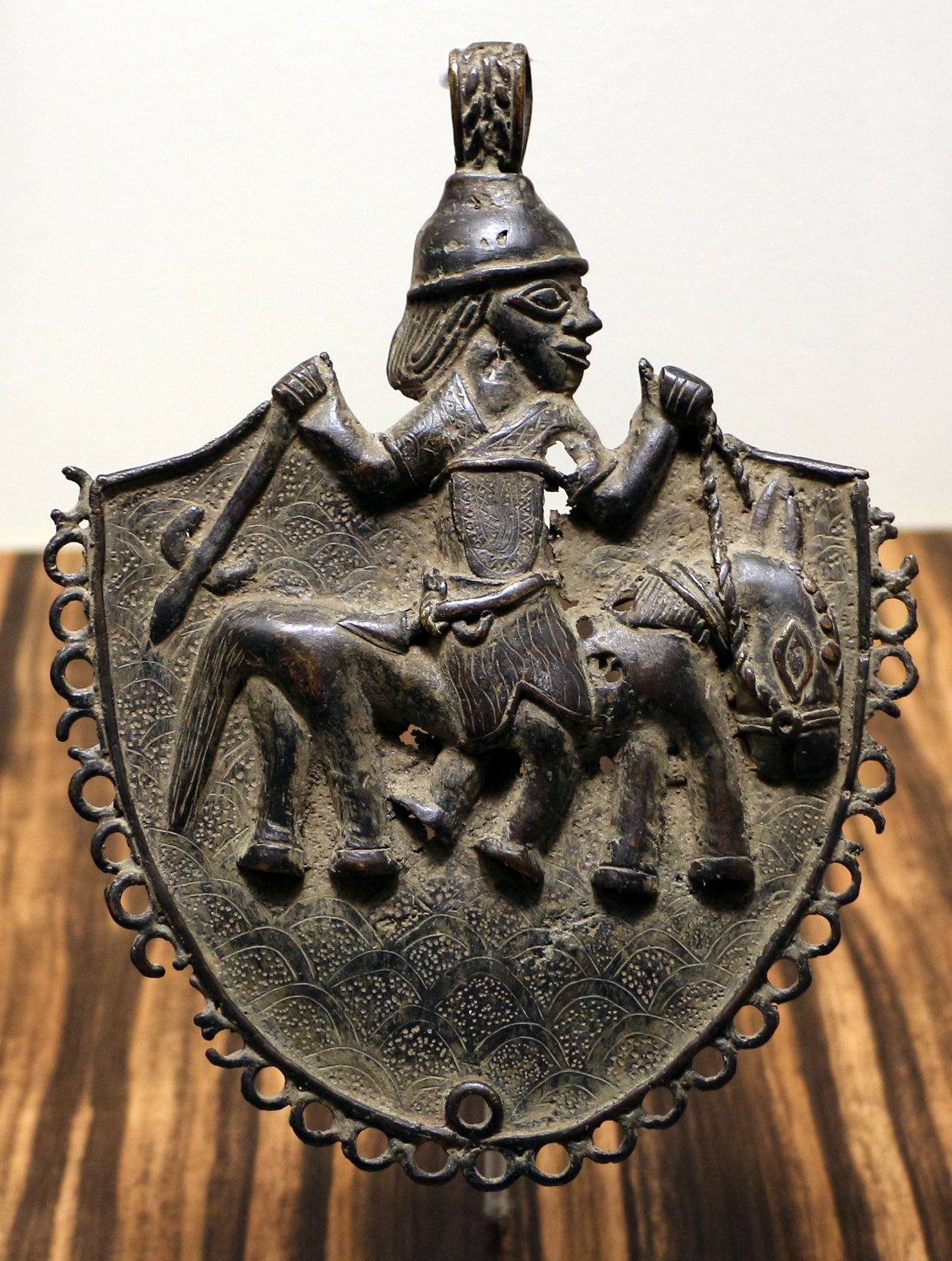
Plaque en bronze réalisée durant le règne d'Osemwende.

Le règne d'Oba Osemwende est témoin d'évolutions significatives dans les domaines de l'art et du savoir au sein de son peuple. Il finance un large éventail d'œuvres artistiques réalisées à partir de matériaux tels que le bronze, l'ivoire, le bois, le corail, le laiton, l'argile, le cuir et le tissu. Parallèlement, il encourage le développement de la littérature, de la poésie, de la musique et de la danse.
Son appréciation de l'art en fait un mécène de premier plan. Il admire les trésors artistiques qui ornent son palais et sa ville et collectionne également des œuvres d'art d'autres pays comme le Portugal, l'Espagne, la France et la Grande-Bretagne. Ces acquisitions résultent d'échanges commerciaux ou diplomatiques et sont parfois exposées dans des espaces publics, notamment des temples, des sanctuaires et des marchés, pour l'enrichissement et l'éducation de son peuple.
En plus de son mécénat des arts, oba Osemwende soutient la poursuite des connaissances et des compétences de ses enfants et de ses sujets. Son engagement le pousse à acquérir de nouvelles connaissances provenant de sources étrangères, comme des livres, des cartes, des graphiques, des lettres et d'autres documents acquis par la voie commerciale ou diplomatique. Il facilite également le voyage d'érudits et d'explorateurs vers des pays lointains, notamment l'Égypte, l'Éthiopie, l'Arabie, l'Inde et la Chine, favorisant ainsi les expériences d'apprentissage interculturel.

### Mort
Osemwende meurt en 1848, mettant fin à son règne de 32 ans. Son successeur, son fils Adolor, monte sur le trône sous le nom d'Oba Adolo, régnant de 1848 à 1888. Il reçoit un enterrement conforme aux rites et rituels habituels de sa fonction, inhumé au cimetière royal de Benin City. Sa dernière demeure est ornée de diverses œuvres d'art, commandées ou collectionnées pendant son règne.
La mort d'Osemwende est commémoré par son peuple qui le considère comme un monarque important ayant joué un rôle central dans l'histoire du royaume. Son décès est confirmé dans plusieurs sources européennes.

## Postérité
Osemwende continue d'influencer la culture et le patrimoine populaire. Il est largement reconnu comme l’un des dirigeants les plus importants de son époque, et ses réalisations sont toujours saluées et étudiées par les historiens, les érudits, les artistes et les passionnés. Son règne joue un rôle central dans l’histoire du royaume du Bénin.
Il rétablit une période de paix importante, étend les frontières et consolide le royaume par la voie militaire et diplomatique. Il rétablit l'autorité de l'Oba sur un territoire vaste et diversifié qui s'étend du fleuve Niger à l'océan Atlantique, et des terres Yoruba aux terres Igbo.
Il favorise le commerce avec les nations étrangères, notamment les Portugais. De plus, il facilite les échanges culturels en employant des interprètes et des conseillers portugais à sa cour et en recevant des visiteurs et des émissaires portugais qui documentent leur séjour. Il a également envoyé des ambassadeurs et des commerçants du Bénin au Portugal et dans d'autres pays européens, favorisant ainsi les relations diplomatiques.
Son influence sur les domaines artistiques et culturels amènent à la réalisation de nombreuses oeuvres d'art exposées dans le monde entier, certaines de ses œuvres étant exposées dans des musées renommés tels que le British Museum de Londres, le Metropolitan Museum of Art de New York et le RISD Museum de Providence. De plus, son influence artistique résonne auprès d'artistes modernes, notamment des personnalités comme Pablo Picasso, Henry Moore et Jacob Epstein, qui se sont inspirés de ses créations.
La documentation sur la vie et le règne d'Oba Osemwende est conservée dans de nombreuses sources orales et écrites, tant indigènes qu'étrangères. Sa mémoire perdure à travers les traditions orales du peuple béninois, les chroniques royales du palais béninois, les récits portugais de personnalités comme Duarte Pacheco Pereira, João de Barros et Rui de Pina, les récits néerlandais de Pieter de Marees et Olfert Dapper, les rapports anglais de Richard Hakluyt et John Ogilby, et ceux des français Jean Barbot et Antoine Brue. Ces diverses sources contribuent collectivement à une compréhension globale de sa signification historique.